# Guy Barruol
Guy Barruol (Mazan, 10 gennaio 1934) è uno storico e archeologo francese.
È stato Direttore delle Ricerche nel CNRS, del Centro archeologico di Lattes e dell'Istituto di Antichità Storiche del Languedoc-Roussillon.

## Biografia
Nato a Mazan (Vaucluse), da Jean Barruol, medico e storico, e Geneviève Boisséson, si appassionò sin da giovane alla Storia della sua terra
natale: la Provenza. Nel 1962 è entrato come stagista nel Centre national de la recherche scientifique (CNRS); l'anno seguente è divenuto Addetto alle ricerche e nel 1974 ha avuto la nomina a Maître di Ricerca. Barruol ha seguito la carriera universitaria contestualmente agli impegni di Direttore di ricerca dal 1985 sino al 2000, quando è stato nominato Direttore di Ricerca Emerito. Ha contemporaneamente diretto l'Istituto di Antichità Storiche del Languedoc-Roussillon dal 1968 sino al 1982. È particolarmente noto per i suoi lavori sulla Provenza antica e medioevale.

## Opere
È autore di numerosi lavori e pubblicazioni in parte redatti personalmente o in collaborazione, in parte frutto degli studi fatti con i suoi allievi.
- Le prieuré et la nécropole rupestre de Carluc, in: Atti del VII congresso dell'associazione Guillaume Budé, Parigi, 1964.
- con Fernand Benoit, Henri Rolland, Pierre Martel (1923-2001) e Jean Barruol, Les Monuments du haut Moyen Âge, inventaire paléochrétien et préroman de Haute-Provence,  Edizione Les Alpes de Lumière, Saint-Michel-de-l'Observatoire, 1964.
- Le Pays d'Apt - Milieu naturel, Edizione Les Alpes de Lumière, 1972.
- Du premier Âge du Fer à l'an 800, Edizione Circonscription des Antiquités Historiques de Languedoc-Roussillon, 1975.
- con Jean-Maurice Rouquette, Itinéraires romans en Provence,  Edizioni Zodiaque, La Pierre-qui-Vire, 1978.
- Ganagobie (Le Monastère De Ganagobie), Edizioni Weber, Parigi, 1979.
- con Jean-Pierre Peyron, Carluc: un prieuré roman, un pays de randonnées au cœur de la Haute-Provence, Mane, Edizioni Les Alpes de Lumière, 1979.
- Provence Romane II, Edizioni Zodiaque, La Pierre qui Vire, 1981.
- L'abbaye de Lure. Hier: le monument et son histoire; ses filiales, prieurés et domaines. Aujourd'hui : un lieu d'accueil et de randonnées, Edizioni Les Alpes de Lumière, 1985.
- L'autel roman de l'ancienne cathédrale d'Apt (Vaucluse), Edizione Daupeley-Gouverneur, 1988.
- Dauphiné roman, Edizioni Zodiaque, Collana "Nuit Des Temps", n.77, 1992, - ISBN 2736901932
- Itinéraires romans en Provence, Edizioni Zodiaque, La Pierre-qui-Vire, 1992.
- Les peuples préromains du Sud-Est de la Gaule - Étude de géographie historique, Edizioni De Boccard, Parigi, 1999.
- con Roseline Bacou e Alain Girard, L'abbaye de Saint-André de Villeneuve-lès-Avignon, histoire, archéologie, rayonnement, in: "Atti del colloquio interregionale del 1999 per il millenario della fondazione dell'abbazia di Saint-André di Villeneuve-lès-Avignon", Edizione Les Alpes de Lumières, Quaderni di Salagon n.4, Mane, 2001, - ISBN 2-906162-54-X
- Promenades en Provence romane, Edizioni Zodiaque, La Pierre-qui-Vire, 2002.
- Ganagobie, Mille ans d'un monastère en Provence, Edizioni Les Alpes de Lumière n° 120-121, 2004.
- con André de Réparaz e Jean-Yves Royer, La montagne de Lure, encyclopédie d'une montagne en Haute-Provence, Edizioni Les Alpes de Lumière, 2004. - ISBN 2-906162-70-1
- con Cécile Miramont, Denis Furestier e Catherine Lonchambon, La Durance de long en large : bacs, barques et radeaux dans l'histoire d'une rivière capricieuse, Edizioni Les Alpes de lumière, Forcalquier, 2005. - ISBN 978-2-906162-71-6
- Philippe Autran e Jacqueline Ursch, D'une rive à l'autre : les ponts de Haute-Provence de l'Antiquité à nos jours, Edizioni Les Alpes de Lumière n. 153, Forcalquier, 2006, - ISBN 2-906162-81-7
- L'abbaye de Saint-Eusèbe de Saignon (Vaucluse) et ses dépendances : Histoire et Archéologie, Edizioni Les Alpes de Lumière, 2006.
- con Nerte Dautier e Bernard Mondon (coord.), Le mont Ventoux. Encyclopédie d'une montagne provençale, Edizioni Les Alpes de Lumières, 2007 - ISBN 978-2-906162-92-1
- con Nerte Dautier, Les Alpilles : Encyclopédie d'une montagne provençale, Edizione Les Alpes de Lumière, Forcalquier, 2009. - ISBN 978-2-906162-97-6